# ناحیه بوربن، شهرستان داگلاس، ایلینوی
ناحیه بوربن (به انگلیسی: Bourbon Township) یک منطقهٔ مسکونی در ایالات متحده آمریکا است که در شهرستان داگلاس واقع شده‌است. ناحیه بوربن ۲۰۳ متر بالاتر از سطح دریا واقع شده‌است.